# Válvula de expansión

Válvula de expansión termostática

La válvula de expansión es un tipo de dispositivo de expansión, (un elemento de las máquinas frigoríficas por compresión) en el cual la expansión es regulable manual o automáticamente.

## Tipos
- Manual; en que la regulación se realiza mediante un tornillo de ajuste. En este tipo de válvulas el sobrecalentamiento no depende de la temperatura de evaporación del refrigerante en su estado gaseoso, sino que es fijo.
- Termostática; denominada VET o TXV, la cual actúa por medio de un elemento de expansión controlado por un bulbo sensor, el cual regula el flujo del refrigerante líquido a través del orificio de la VET
- Termostática con compensación de presión externa; denominada VETX,es una derivación de la VET para equipos medianos o grandes o que trabajen a altas presiones y variaciones de carga térmica. Además estas deben ser utilizadas en sistemas donde el evaporador tiene varios circuitos, y/o está acoplado a un distribuidor de refrigerante.
- Electrónica o electromecánica (motorizada); trabaja mediante un control electrónico, en el cual sensores de temperatura envían señales a un CI (circuito integrado) y éste mediante esos datos mantiene un sobrecalentamiento dentro de los parámetros permitidos para el funcionamiento del equipo.  (se utiliza principalmente en estanque de bombeo)
- Automática; la que mantiene una presión constante en el evaporador inundado proporcionando adecuadamente, mayor o menor flujo a la superficie del evaporador, en respuesta a los cambios de carga térmica al que es sometido.

## Componentes deVálvula VET
Se compone de:
- Un cuerpo compuesto por una cámara en la cual se produce la expansión, al pasar el fluido refrigerante a ésta a través de un orificio cilindro-cónico obturado parcialmente por un vástago. Y los tubos de entrada y salida del fluido.
- Un elemento de potencia que actúa sobre el vástago para abrir o cerrar el paso de refrigerante a la cámara de expansión.
- Un regulador o tornillo que nos limita la cantidad mínima de caudal.
- Un bulbo sensor situado a la salida del evaporador, conectado por un tubo capilar al elemento de potencia y que actúa sobre éste.
- Un tubo de compensación de presión conectado también a la salida del evaporador, y que ayuda a funcionar al obturador (Sólo VETX).

## Aplicación válvulas
Cada tipo de válvula tiene aplicaciones específícas, por ejemplo, SPORLAN, utiliza varias letras para discernir la utilización de cada válvula, bien sea para alta o baja temperatura. En los sistemas de refrigeración se considera que la válvula de expansión es el cerebro del equipo pues mantiene condiciones de sobrecalentamiento útil y total para el buen funcionamiento del sistema.

## Ventajas de la Válvula VET
- Regulan activamente la expansión, al ser activadas por el sobrecalentamiento en la línea de gas.

- Datos: Q3823117